# Jean-René Calloc'h
Jean-René Calloc'h (Cosmaner, 17 ottobre 1875 – Batangafo, 16 giugno 1928) è stato un presbitero e missionario francese.

## Biografia
Membro della Congregazione dello Spirito Santo, studiò al seminario minore di Pont-Croix e al seminario maggiore di Quimper. Fu ordinato presbitero nel 1899. Nel 1901 fu inviato a Bangui come missionario. Ebbe un buon rapporto di collaborazione con il governatore francese dell'Oubangui Chari Émile Merwart e con il suo vice Lucien Fourneau.
Il 21 gennaio 1914 fu nominato prefetto apostolico dell'Oubangui Chari, succedendo al padre Pierre Cotel, come lui spiritano. Nel 1923 diede inizio alla costruzione di una chiesa e una scuola alla stazione missionaria di Bangui. Incontrò il futuro primo ministro centrafricano Barthélemy Boganda, con cui poteva parlare in ngbaka, destando l'ammirazione del giovane, che gli rivelò il suo desiderio di farsi sacerdote.
Nel 1926 ritornò in Francia e diede le dimissioni come prefetto, ma l'anno successivo si ritirò a Batangafo, dove la morte lo colse il 16 giugno 1928.
Aveva imparato le lingue locali, tanto da poter scrivere libri in ifumu, sango, gbanziri, ngbaka e gbaya, fra cui un dizionario bilingue francese-sango. Tradusse il Catechismo in numerose lingue, tra cui la lingua ngbaka.
Gli è stata dedicata una via a Quimper.